# 해운대구청장 선거
해운대구청장 선거는 부산광역시 해운대구의 구청장을 선출하는 선거이다.

## 역대 민선 해운대구청장
| 선거   | 정당 | 정당         | 구청장 |
| ------ | ---- | ------------ | ------ |
| 1995년 |      | 민주자유당   | 서석인 |
| 1998년 |      | 한나라당     | 신중복 |
| 2000년 |      | 한나라당     | 서병수 |
| 2002년 |      | 한나라당     | 허옥경 |
| 2004년 |      | 한나라당     | 배덕광 |
| 2006년 |      | 한나라당     | 배덕광 |
| 2010년 |      | 한나라당     | 배덕광 |
| 2014년 |      | 새누리당     | 백선기 |
| 2018년 |      | 더불어민주당 | 홍순헌 |
| 2022년 |      | 국민의힘     | 김성수 |

## 역대 선거 결과

### 제1회 전국동시지방선거
| 제1회 전국동시지방선거해운대구청장 선거 |         |            |          |                  |      |      |
| 유권자수: 201,765명                     |         |            |          |                  |      |      |
| 후보                                    | 후보    | 정당       | 득표     | 득표율           | 당락 | 비고 |
|                                         | 서석인  | 민주자유당 | 90,052표 | \| \| 100.00% \| | 당선 |      |
| 합계                                    | 합계    | 합계       | 90,052표 |                  |      |      |
|                                         | 100.00% |            |          |                  |      |      |

### 제2회 전국동시지방선거
|  | 45.62% |

|  | 32.25% |

|  | 11.14% |

|  | 10.98% |

### 2000년 대한민국 재보궐선거
신중복 구청장의 구청장직 상실로 인해 치러진 2000년 대한민국 재보궐선거에서 한나라당 서병수 후보가 당선되었다.

### 제3회 전국동시지방선거
|  | 53.95% |

|  | 23.79% |

|  | 16.31% |

|  | 5.93% |

### 2004년 대한민국 재보궐선거
허옥경 구청장의 사임으로 인해 치러진 2004년 대한민국 재보궐선거에서 한나라당 배덕광 후보가 당선되었다.

### 제4회 전국동시지방선거
|  | 70.80% |

|  | 29.19% |

### 제5회 전국동시지방선거
|  | 51.31% |

|  | 35.76% |

|  | 12.91% |

### 제6회 전국동시지방선거
|  | 54.45% |

|  | 31.75% |

|  | 5.40% |

|  | 4.75% |

|  | 3.63% |

### 제7회 전국동시지방선거
|  | 52.53% |

|  | 37.86% |

|  | 6.37% |

|  | 3.22% |

### 제8회 전국동시지방선거
|  | 61.33% |

|  | 38.66% |